# 332 г. пр.н.е.
332 (триста тридесет и втора) година преди новата ера (пр.н.е.) е година от доюлианския (Помпилийски) римски календар.

## Събития

### В Македония
- Александър Велики превзема град Тир след седеммесечна обсада и премахва местното население като го заменя с такова от околностите му. След завладяването му градът е превърнат в анклав на пряко македонско управление с македонски гарнизон командван от Филота.[1]
- След обсада, Газа пада в ръцете на македонците и града в голяма степен изпада в положението на Тир като е доведено ново население и той се превръща в крепост на границата с Египет.[2]
- Александър отхвърля на два пъти предложения за мир със значителни териториални отстъпки и даване на откуп от 30 000 таланта от страна на цар Дарий III.[3]

### В Римската република
- Консули са Гней Домиций Калвин и Авъл Корнелий Кос Арвина (за II път).
- Създадени са трибите Меция и Скапция.[4]
- Град Ацере получава граждански статут без право на глас (civitas sine suffragio).[4]